# Tirados de la Vega
Tirados de la Vega es una localidad del municipio de Vega de Tirados, en la comarca de Tierra de Ledesma, provincia de Salamanca, España. 

## Historia
La fundación de Tirados de la Vega se remonta a la Edad Media, obedeciendo a las repoblaciones efectuadas por los reyes leoneses en la Alta Edad Media, que lo ubicaron en la jurisdicción de Ledesma, dentro del Reino de León, denominándose en el siglo XIII Tyrados.
Con la creación de las actuales provincias en 1833, Tirados de la Vega, dependiente ya de Vega de Tirados, quedó encuadrado en la provincia de Salamanca, dentro de la Región Leonesa.

## Demografía
En 2017 Tirados de la Vega contaba con una población de 17 habitantes, de los cuales 8 eran varones y 9 mujeres (INE 2017).
| Gráfica de evolución demográfica de Tirados de la Vega entre 2000 y 2017                 |
|                                                                                          |
| Fuente: Instituto Nacional de Estadística de España - Elaboración gráfica por Wikipedia. |

## Monumentos
- Iglesia de San Miguel. Actualmente se halla abandonada y en proceso de ruina, con importantes grietas que amenazan su estructura. Conserva no obstante su recinto exterior así como la espadaña íntegra. Destaca en ella la ornamentación que jalona el arco de acceso al antiguo templo.